# Список вулиць Харкова (З)
| Назва               | Тип   | Довжина, м | Колишні назви                                     | Район(и)                              | Місцевість                                 |
| ------------------- | ----- | ---------- | ------------------------------------------------- | ------------------------------------- | ------------------------------------------ |
| Заводська           | вул.  | 1740       |                                                   | Основ'янський                         | Основа, Одеська                            |
| Заводський          | в-д   | 60         |                                                   | Основ'янський                         | Основа                                     |
| Заводський          | пров. | 460        |                                                   | Основ'янський                         | Основа                                     |
| Загородній          | в-д   | 435        |                                                   | Салтівський                           | Салтівка                                   |
| Загородній          | пр-д  | 270        |                                                   | Салтівський                           | Салтівка                                   |
| Загородній          | пров. | 350        |                                                   | Салтівський                           | Салтівка                                   |
| Загородня           | вул.  | 710        |                                                   | Салтівський                           | Салтівка                                   |
| Задорна             | вул.  |            |                                                   | Шевченківський                        |                                            |
| 1-й Задорний        | пров. |            |                                                   | Шевченківський                        |                                            |
| 2-й Задорний        | пров. |            |                                                   | Шевченківський                        |                                            |
| Задунайський        | в-д   | 140        | Саранський                                        | Основ'янський                         | Жихор                                      |
| Заїки               | вул.  |            |                                                   | Індустріальний                        | Заїки                                      |
| Заїки               | м-н   |            |                                                   | Індустріальний                        | Заїки                                      |
| Заїки               | пров. |            |                                                   | Індустріальний                        | Заїки                                      |
| Заїківська          | вул.  | 470        | Олександра Невського                              | Основ'янський                         | Левада, Заїківка                           |
| Заїківський         | пров. |            |                                                   | Основ'янський                         | Заїківка                                   |
| Закарпатський       | пров. |            | Дар'яльський                                      | Індустріальний                        |                                            |
| Заливна             | вул.  | 120        |                                                   | Основ'янський                         | Левада                                     |
| Залиманська         | вул.  | 250        | 2-га вулиця Попових, вулиця Брюсова               | Салтівський                           | Рашкіна Дача                               |
| Залізнична          | вул.  | 1300       |                                                   | Холодногірський                       | Сортувальня                                |
| Залізничний         | в-д   | 145        |                                                   | Новобаварський                        | Хвилинка                                   |
| Залізничний         | пров. | 100        |                                                   | Холодногірський                       | Сортувальня                                |
| Залізничний         | пр-д  | 160        |                                                   | Холодногірський                       | Сортувальня                                |
| Заліська            | вул.  | 705        |                                                   | Шевченківський                        | Павлівка                                   |
| Залютинська         | вул.  | 1330       | Лелюківська, Підлісна                             | Холодногірський                       | Залютине                                   |
| Залютинський        | в-д   | 160        |                                                   | Холодногірський                       | Залютине                                   |
| Залютинський        | пров. | 215        |                                                   | Холодногірський                       | Залютине                                   |
| 3-й Залютинський    | пров. |            |                                                   | Холодногірський                       | Залютине                                   |
| Заможний            | пров. | 290        | Пугачова, Іжевський                               | Новобаварський                        |                                            |
| Замостянська        | вул.  | 250        | Бебелівська, Можайська                            | Салтівський                           | Рашкіна Дача                               |
| Заплавна            | вул.  |            |                                                   | Київський                             | Велика Данилівка                           |
| Заповідна           | вул.  | 400        | Охтинська                                         | Немишлянський                         | Немишля                                    |
| Запорізька          | вул.  | 400        | Охтинська                                         | Слобідський                           | Федірці                                    |
| Запорожців          | вул.  | 970        | Зеленоградська                                    | Київський                             | Велика Данилівка                           |
| Зарічна             | вул.  |            |                                                   | Холодногірський                       |                                            |
| Затишна             | вул.  | 455        | Мурманська                                        | Холодногірський                       | Сортувальня                                |
| Затишнянська        | вул.  |            |                                                   | Основ'янський                         | Затишшя                                    |
| Затишнянський       | пров. | 210        | Червоноармійський                                 | Основ'янський                         | Затишшя                                    |
| Затишнянський       | пр-д  |            |                                                   | Основ'янський                         | Затишшя                                    |
| Затоківський        | пров. |            |                                                   | Київський                             |                                            |
| Захара Беркута      | вул.  | 420        | Серафімовича                                      | Холодногірський                       | Лиса Гора                                  |
| Захисників України  | м-н   |            | Кінна площа, майдан Повстання                     | Слобідський Салтівський Основ'янський | Захарків, Рашкіна Дача, Захисників України |
| Західна             | вул.  | 1060       |                                                   | Основ'янський                         | Основа, Мереф'янка                         |
| Зачепилівська       | вул.  | 700        |                                                   | Шевченківський                        | Павлівка                                   |
| Зброярська          | вул.  | 690        | Тюремна, Панаса Любченко, Збройова, Малиновського | Холодногірський                       | Залізничний вокзал, Залопань               |
| Звенигородська      | вул.  | 1300       |                                                   | Новобаварський                        | Лідне                                      |
| Звенигородський     | пр-д  | 170        |                                                   | Новобаварський                        | Лідне                                      |
| 1-й Звенигородський | пров. | 150        |                                                   | Новобаварський                        | Лідне                                      |
| 1-й Звенигородський | пр-д  | 150        |                                                   | Новобаварський                        | Лідне                                      |
| 2-й Звенигородський | пр-д  | 180        |                                                   | Новобаварський                        | Лідне                                      |
| Звільнення          | вул.  | 220        |                                                   | Новобаварський                        | Новоселівка                                |
| Звільнення          | пров. | 120        |                                                   | Новобаварський                        | Новоселівка                                |
| Зв'язку             | вул.  | 225        |                                                   | Шевченківський                        | Олексіївка                                 |
| Звягельська         | вул.  | 445        | Ковальська, Ільменська                            | Основ'янський                         | Одеська                                    |
| Здоров'я            | наб.  | 390        |                                                   | Салтівський                           | Рашкіна Дача                               |
| Здоров'я            | пров. | 135        |                                                   | Салтівський                           | Рашкіна Дача                               |
| Зелена              | вул.  | 1290       |                                                   | Основ'янський                         | Основа, Одеська                            |
| Зелений             | в-д   |            |                                                   | Основ'янський                         |                                            |
| Зелений             | пров. |            |                                                   | Київський                             |                                            |
| Зелений Гай         | вул.  | 310        |                                                   | Основ'янський                         | Жихор                                      |
| Зеленого Клину      | вул.  |            | Уссірійська                                       | Основ'янський                         |                                            |
| Землемірний         | пров. | 170        |                                                   | Новобаварський                        | Новожанове                                 |
| Земовська           | вул.  | 570        |                                                   | Холодногірський                       | Залютине                                   |
| Земовський          | пров. | 240        |                                                   | Холодногірський                       | Залютине                                   |
| Зернова             | вул.  | 1500       |                                                   | Слобідський                           | Качанівка, Одеська                         |
| Зерновий            | пров. | 210        |                                                   | Слобідський                           | Одеська                                    |
| 1-й Зерновий        | пр-д  | 270        |                                                   | Слобідський                           | Одеська                                    |
| 2-й Зерновий        | пр-д  | 250        |                                                   | Слобідський                           | Одеська                                    |
| 3-й Зерновий        | пр-д  | 295        |                                                   | Слобідський                           | Одеська                                    |
| 4-й Зерновий        | пр-д  | 115        |                                                   | Слобідський                           | Одеська                                    |
| З'єднана            | вул.  | 725        |                                                   | Київський Салтівський                 | Тюрінка                                    |
| Зимова              | вул.  |            | Чукотська                                         | Салтівський                           |                                            |
| Зимовий             | пров. |            | Чукотський                                        | Салтівський                           |                                            |
| Злагоди             | вул.  | 1140       | Башкирська                                        | Холодногірський                       | Залютине                                   |
| Злаковий            | пр-д  | 140        | 1-й Орловський                                    | Слобідський                           | Одеська                                    |
| Змагання            | вул.  | 610        |                                                   | Немишлянський                         | Немишля                                    |
| Зміївська           | вул.  |            |                                                   | Основ'янський                         |                                            |
| 3-й Зміївський      | в-д   | 40         |                                                   | Слобідський                           | М'ясокомбінат                              |
| Знам'янська         | вул.  | 90         |                                                   | Слобідський                           | Металіст                                   |
| Золотарівський      | пров. | 270        |                                                   | Холодногірський                       | Гиївка                                     |
| Золотарівський      | пр-д  |            |                                                   | Немишлянський                         |                                            |
| Золотий             | пров. | 725        |                                                   | Слобідський                           | М'ясокомбінат                              |
| 1-й Золотий         | в-д   | 220        |                                                   | Слобідський                           | М'ясокомбінат                              |
| 2-й Золотий         | в-д   | 205        |                                                   | Слобідський                           | М'ясокомбінат                              |
| Золочівська         | вул.  | 1600       |                                                   | Холодногірський                       | Залютине                                   |
| 1-й Золочівський    | пров. | 320        |                                                   | Холодногірський                       | Залютине                                   |
| 2-й Золочівський    | пров. | 320        |                                                   | Холодногірський                       | Залютине                                   |
| Зоологічний         | пров. |            | Тургенівський                                     | Шевченківський                        |                                            |
| Зоряна              | вул.  | 770        | Електроінструментальна                            | Київський                             | Шишківка, ХАІ                              |
| Зоряний             | в-д   |            |                                                   | Київський                             | Велика Данилівка                           |
| Зоряний             | пров. | 110        |                                                   | Київський                             | Велика Данилівка                           |
| Зорянська           | вул.  |            |                                                   | Індустріальний                        |                                            |
| Зубарєва            | вул.  | 2520       |                                                   | Індустріальний                        | Рогань                                     |